# Live Around the World
Live Around the World es un álbum recopilatorio de la banda británica de rock progresivo Asia y fue publicado en 2010 por Rockarola Records.
Este álbum de dos discos compila temas en vivo de los conciertos efectuados en Nottingham y Moscú en 1990, así como de las presentaciones realizadas durante la gira promocional de su álbum Phoenix en las ciudades de São Paulo, Tokio, San Francisco y Barcelona, entre marzo y mayo del 2008.
Cabe mencionar que en cinco de las canciones recopiladas en Live Around the World aparece Pat Thrall tocando la guitarra.

## Lista de canciones

### Disco uno
| Side one |                                    |                                                       |          |  |
| N.º      | Título                             | Escritor(es)                                          | Duración |  |
| 1.       | «Time Again» (con Pat Thrall)      | John Wetton / Geoff Downes / Carl Palmer / Steve Howe | 5:09     |  |
| 2.       | «Go» (con Pat Thrall)              | Wetton / Downes                                       | 4:41     |  |
| 3.       | «Days Like These» (con Pat thrall) | Steve Jones                                           | 2:22     |  |
| 4.       | «Wildest Dreams»                   | Wetton / Downes                                       | 5:46     |  |
| 5.       | «One Step Closer»                  | Wetton / Howe                                         | 5:10     |  |
| 6.       | «The Smile Has Left Your Eyes»     | John Wetton                                           | 3:54     |  |
| 7.       | «Only Time Will Tell»              | Wetton / Downes                                       | 5:04     |  |
| 8.       | «Open Your Eyes»                   | Wetton / Downes                                       | 7:11     |  |
| 9.       | «Don't Cry»                        | Wetton / Downes                                       | 4:06     |  |
| 10.      | «The Heat Goes On / Drum Solo»     | John Wetton / Geoff Downes                            | 11:12    |  |
| 11.      | «Heat of the Moment»               | Wetton / Downes                                       | 8:31     |  |
| 12.      | «Sole Survivor»                    | Wetton / Downes                                       | 6:31     |  |

### Disco dos
| Side one |                                          |                                      |          |  |
| N.º      | Título                                   | Escritor(es)                         | Duración |  |
| 1.       | «Heat of the Moment»                     | Wetton / Downes                      | 7:34     |  |
| 2.       | «Only Time Will Tell»                    | Wetton / Downes                      | 5:05     |  |
| 3.       | «Sole Survivor»                          | Wetton / Downes                      | 6:23     |  |
| 4.       | «One Step Closer»                        | Wetton / Howe                        | 4:16     |  |
| 5.       | «Time Again»                             | Wetton / Downes / Palmer / Howe      | 5:19     |  |
| 6.       | «Wildest Dreams»                         | Wetton / Downes                      | 5:39     |  |
| 7.       | «Without You»                            | Wetton / Howe                        | 5:37     |  |
| 8.       | «Cutting It Fine (Bolero)»               | Wetton / Downes / Howe               | 6:30     |  |
| 9.       | «Here Comes the Feeling»                 | Wetton / Downes                      | 7:02     |  |
| 10.      | «Open Your Eyes»                         | Wetton / Downes                      | 6:51     |  |
| 11.      | «Voice of America» (con Pat Thrall)      | Wetton / Downes                      | 4:26     |  |
| 12.      | «Praying for a Miracle» (con Pat Thrall) | Wetton / David Cassidy / Sue Shifrin | 3:59     |  |

## Formación
- John Wetton — voz principal, bajo y guitarra
- Geoff Downes — teclados y coros
- Carl Palmer — batería y percusiones
- Steve Howe — guitarra acústica, guitarra eléctrica, mandolina y coros
- Pat Thrall — guitarra eléctrica y coros (en las canciones 1 a 3 del disco uno y 11 y 12 del disco dos)